# Marguerite de Lalaing (1574-1650)

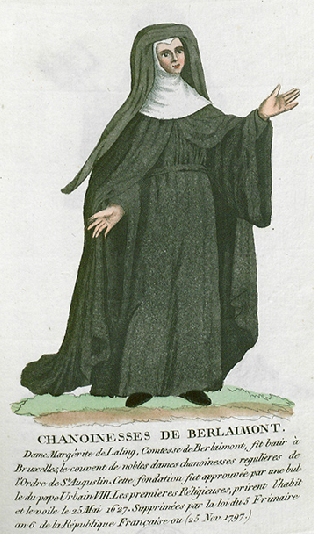
Chanoinesses de Berlaimont

Marguerite de Lalaing, comtesse de Berlaymont, vicomtesse d'Ervillers, née en 1574 et décédée en 1650, était la fille de Philippe II de Lalaing (†1582) et l'épouse de Florent de Berlaymont. Fondatrice du couvent des Dames de Berlaymont, à Bruxelles, elle est issue d’une illustre famille du Hainaut, dont le domaine est situé le long de la Scarpe, près de Douai.  Elle est la fille de Philippe de Lalaing, dont la sœur Christine s’est illustrée en défendant Tournai contre les troupes du duc d’Albe en 1583. 

## Biographie
A l’âge de 19 ans à peine, elle épouse Florent de Berlaymont.  Berlaymont est un petit village de la Sambre, aujourd'hui située en France, prés d'Aulnoye-Aymeries, dans le département du Nord, à 10 km au sud-ouest de Maubeuge, à l'époque dans le comté de Hainaut. Un des ancêtres de la famille, Gilles de Chin et de Berlaymont, aurait, un temps, remplacé saint Georges dans le combat du Lumeçon lors de la ducasse de Mons, en souvenir d’un combat singulier vécu outre-mer contre un lion en furie. Plus sûrement, le père de Florent, Charles de Berlaymont était conseiller d’État de Marguerite de Parme, chargé de l’administration des Finances. Il est aux côtés de la gouverneure générale lorsque, à Bruxelles, le 5 avril 1566, Henri de Brederode vient lui présenter le Compromis des Nobles demandant la liberté de culte et la fin des persécutions contre les réformés.  Pour la rassurer, il lui aurait dit : N’ayez crainte, madame, ce ne sont que des gueux !
Emprisonné pour son soutien au soulèvement des États généraux, Florent obtient sa libération en se mettant au service de la répression de la Réforme, incarnée alors par l’envoyé de Philippe II d’Espagne, Alexandre Farnèse.  En récompense, il obtient le poste de gouverneur du comté de Namur.  Intégré dans la maison de l'archiduc Albert d'Autriche et de l'archiduchesse Isabelle-Claire-Eugénie d'Autriche, ses qualités d’administrateur et sa fidélité lui valent d’être choisi ensuite comme gouverneur de l’Artois et puis du Luxembourg.  Hostiles aux réformes qu’il propose, les seigneurs du Luxembourg obtiennent pourtant son éviction temporaire à la faveur d’un incident mineur.  Confinée au château familial de Hierges, près de Givet, Marguerite y fait le point sur sa vie.  
Le couple a donné naissance à trois enfants :
- un fils mort jeune
- Marguerite de Berlaimont (†1654) qui épousa en janvier 1610 Antoine de Lalaing  comte de Hoogstraeten et de Rennebourg ils restèrent sans descendance. En 1621 elle épouse Louis d'Egmont comte ; prince de Gavre et chevalier de la Toison d'or.

Blessée dans son orgueil à la suite de l'éviction de son mari, Marguerite de Lalaing prend conscience de sa vanité et songe à une fondation religieuse consacrée à l’éducation des filles.  C’est un écho aux exhortations de l’archevêque de Malines à travailler au relèvement des mœurs et des institutions chrétiennes par l’enseignement de la jeunesse et l’éducation des femmes. Elle n’a aucune peine à convaincre un mari qu’elle subjugue et qui la vénère. Mais le plus dur reste à faire.

## Son œuvre
Par l’entremise des comtes de Falais, Marguerite de Lalaing fait la connaissance de Marie de Duras (1587-1648), fille de Jérôme d’Oyenbrugghe, connétable héréditaire du pays de Liège et du comté de Looz.  Orpheline et très pieuse, elle voue sa vie à la tenue de la maison de son père et à l’éducation de ses frères et sœurs.  La rencontre a lieu le 10 août 1623 à Montaigu, dans le Brabant flamand, devenu haut lieu de pèlerinage depuis que les archiducs Albert et Isabelle y ont fait construire une basilique en l’honneur de Notre-Dame. Écartelée entre ses devoirs de fille, proche d’un père vieillissant, et sa vocation, elle finit par se laisser convaincre par l’insistance de la comtesse de Berlaymont. D’abord opposé, son père cède lorsque celle-ci contribue à la libération d’un de ses domestiques, accusé à tort d’avoir tué un soldat espagnol à Léau.  
Après avoir partagé leurs biens entre leurs enfants, les comtes de Berlaymont sollicitent de l’archiduchesse Isabelle l’autorisation de fonder un monastère de chanoinesses régulières de Saint-Augustin à Bruxelles, le couvent des Dames de Berlaymont. Ils veulent y affecter leur hôtel particulier, acquis de la famille de t’Serclaes, une somme de 100 000 florins pour la construction de l’église et une rente en biens-fonds de 6 000 florins constituée sur le domaine de Montigny, hérité de Florent de Hornes, exécuté à Simencas (Espagne) en 1570 sur ordre de Philippe II. 